# Nationalisme khmer

Drapeau du Cambodge.

Le nationalisme khmer ou nationalisme cambodgien (khmer : ជាតិនិយម)  est une forme de nationalisme que l'on trouve au Cambodge, qui affirme que les Cambodgiens sont une nation et qui favorise l'unité culturelle du peuple cambodgien.

## Mouvement des «jeunes moines»
Une autre division dans la sangha cambodgienne peut être observée dans ce qu'on a appelé le mouvement des « jeunes moines », un petit groupe de moines politiquement actifs (principalement Maha Nikaya) exprimant l'opposition publique au gouvernement actuel. Les « jeunes moines » sont principalement des membres subalternes du clergé, issus des temples de Phnom Penh et des environs. Contrairement aux modernistes engagés, leur intérêt n'est pas d'utiliser l'autorité de la sangha pour soutenir les programmes de développement social, mais plutôt d'exprimer une opposition directe aux politiques gouvernementales et à la corruption. Depuis les élections constituantes contrôlées par l'ONU en 1993, les moines ont été autorisés à voter au Cambodge (une décision contestée par certains moines de haut rang). Bien que cela n'ait pas abouti à une mobilisation à grande échelle de la sangha en tant que force politique, cela a entraîné certains jeunes moines plus loin dans la participation à la politique parlementaire. Beaucoup de ces jeunes moines sont associés à la figure de l'opposition Sam Rainsy et à son parti politique, le Parti Sam Rainsy.
Des membres du mouvement des jeunes moines ont participé et organisé des manifestations publiques à Phnom Penh, visant à attirer l'attention sur les méfaits perçus du gouvernement. La hiérarchie Maha Nikaya a condamné cette forme d'activisme politique, appelant à l'arrestation de certains moines et défroquant d'autres.

## Émergence du nationalisme khmer
Contrairement au Viêt Nam, le nationalisme cambodgien est resté relativement calme pendant une grande partie du protectorat français, principalement en raison d'une moindre influence sur l'éducation avec des taux d'alphabétisation restant bas entravant le développement des mouvements nationalistes comme ceux qui eurent lieu au Viêt Nam. Cependant, parmi l'élite cambodgienne éduquée en France, les idées occidentales de démocratie et d'autonomie ainsi que la restauration française de monuments tels qu'Angkor Vat ont créé un sentiment de fierté et de conscience du statut autrefois puissant du Cambodge dans le passé. Dans le domaine de l’éducation, le ressentiment grandissait également parmi les étudiants cambodgiens de la minorité vietnamienne ayant un statut plus favorisé. En 1936, Son Ngoc Thanh et Pach Choeun ont commencé à publier Nagaravatta (Notre cité) comme un journal de langue française anticolonial et parfois anti-vietnamien. Des mouvements d'indépendance mineurs, en particulier les Khmers Issarak, ont commencé à se développer en 1940 chez les Cambodgiens de Thaïlande, qui craignaient que leurs actions n'entraînent une punition s'ils avaient opéré dans leur patrie.

## Nationalisme khmer et bouddhisme
Le bouddhisme cambodgien a joué un rôle déterminant dans la fomentation de l'identité nationale khmère et du mouvement d'indépendance au 20e siècle, conduisant à l'indépendance cambodgienne en tant qu'Etat souverain.
Dans leur tentative de séparer le peuple khmer de son allégeance culturelle au royaume Theravāda voisin du Siam, les « protecteurs » français ont nourri un sentiment d'identité khmère en mettant l'accent sur les études en langue khmère et les études bouddhistes khmères. Ils ont créé des écoles en pali au Cambodge pour empêcher les moines cambodgiens de se rendre au Siam pour des études supérieures. Ces centres d'études en khmer sont devenus le berceau du nationalisme cambodgien.

## Khmers rouges

Drapeau du Kampuchéa démocratique.

En 1975, lorsque les Khmers rouges ont pris le contrôle du Cambodge, ils ont essayé de détruire complètement le bouddhisme et ont presque réussi. Au moment de l'invasion vietnamienne en 1979, presque tous les moines et érudits religieux avaient été assassinés ou conduits à l'exil, et presque tous les temples et bibliothèques bouddhistes avaient été détruits.
La politique des Khmers rouges envers le bouddhisme - qui comprenait le déshabillage forcé de moines, la destruction de monastères et, finalement, l'exécution de moines non coopératifs - a effectivement détruit les institutions bouddhistes du Cambodge. Les moines qui n'ont pas fui et évité l'exécution vivaient parmi les laïcs, accomplissant parfois secrètement des rituels bouddhistes pour les malades ou les affligés.
Les estimations varient en ce qui concerne le nombre de moines au Cambodge avant l'ascension des Khmers rouges, variant entre 65 000 et 80 000. Au moment de la restauration bouddhiste au début des années 1980, le nombre de moines cambodgiens dans le monde était estimé à moins de 3 000. Les patriarches des deux ordres cambodgiens Maha Nikaya et Dhammayuttika Nikaya ont péri au cours de la période 1975-78, bien que la cause de leur mort ne soit pas connue.
En raison de leur association avec la monarchie thaïlandaise, les moines de l'ordre Thommayut ont pu avoir été particulièrement visés par la persécution.